# Чёрный, Артур Гариевич
Артур Гариевич Чёрный (род. 11 декабря 2000, Владикавказ) — российский футболист, защитник клуба «Шинник».

## Клубная карьера
Футболом начинал заниматься в детско-юношеской спортивной школе «Юность» во Владикавказе. На одном из турниров в Турции обратил на себя внимание тренера из «Локомотива-2000» Алексея Николаевича Леонова. Через несколько месяцев отправился на просмотр в московский «Локомотив», куда в итоге и перешёл. Выступал за команду в молодёжном первенстве и в Юношеской лиге УЕФА, где за два сезона провёл 13 игр, в том числе принимал участие в матче плей-офф с загребским «Динамо».
В сезоне 2019/20 начал выступать за фарм-клуб «Локомотив-Казанка» в первенстве ПФЛ. Дебют состоялся 9 августа 2019 года в гостевой встрече с «Ленинградцем», на который Чёрный вышел в стартовом составе и провёл на поле все 90 минут.
Летом 2020 года начал попадать в заявку главной команды на матчи чемпионата России. 22 июля дебютировал за «Локомотив» в Премьер-лиге. В матче с «Уралом» появился на поле на уже в компенсированное время, заменив Алексея Миранчука.
14 июля 2022 года перешёл в «Химки» на правах свободного агента после истечения контракта с «Локомотивом».

## Достижения

### Командные
«Локомотив» (Москва)
- Серебряный призёр чемпионата России: 2019/20

## Статистика выступлений

### Клубная статистика
| Выступление         | Выступление      | Выступление      | Лига | Лига | Кубки | Кубки | Итого | Итого |
| Клуб                | Лига             | Сезон            | Игры | Голы | Игры  | Голы  | Игры  | Голы  |
| ------------------- | ---------------- | ---------------- | ---- | ---- | ----- | ----- | ----- | ----- |
| Локомотив           | Премьер-лига     | 2019/20          | 1    | 0    | 0     | 0     | 1     | 0     |
| Локомотив           | Премьер-лига     | 2021/22          | 2    | 0    | 1     | 0     | 3     | 0     |
| Локомотив           | Итого            | Итого            | 3    | 0    | 1     | 0     | 4     | 0     |
| → Локомотив-Казанка | ФНЛ-2            | 2019/20          | 13   | 0    | —     | —     | 13    | 0     |
| → Локомотив-Казанка | ФНЛ-2            | 2020/21          | 16   | 2    | —     | —     | 16    | 2     |
| → Локомотив-Казанка | ФНЛ-2            | 2021/22          | 4    | 0    | —     | —     | 4     | 0     |
| → Локомотив-Казанка | Итого            | Итого            | 33   | 2    | —     | —     | 33    | 2     |
| Химки               | Премьер-лига     | 2022/23          | 11   | 0    | 4     | 0     | 15    | 0     |
| Химки               | Первая лига      | 2023/24          | 1    | 0    | 0     | 0     | 1     | 0     |
| Химки               | Итого            | Итого            | 12   | 0    | 4     | 0     | 16    | 0     |
| → Химки-М           | Вторая лига      | 2022/23          | 5    | 0    | —     | —     | 5     | 0     |
| → Химки-М           | Итого            | Итого            | 5    | 0    | —     | —     | 5     | 0     |
| → Зенит-2           | Вторая лига      | 2023             | 15   | 0    | —     | —     | 15    | 0     |
| → Зенит-2           | Вторая лига      | 2024             | 11   | 0    | —     | —     | 11    | 0     |
| → Зенит-2           | Итого            | Итого            | 26   | 0    | —     | —     | 26    | 0     |
| Всего за карьеру    | Всего за карьеру | Всего за карьеру | 79   | 2    | 5     | 0     | 84    | 2     |